# Lloró
Lloró là một khu tự quản thuộc tỉnh Chocó, Colombia. Thủ phủ của khu tự quản Lloró đóng tại Lloró Khu tự quản Lloró có diện tích 934 ki lô mét vuông. Đến thời điểm ngày 28 tháng 5 năm 2005, khu tự quản Lloró có dân số 9489 người.